# Phormictopus melodermus
Phormictopus melodermus là một loài nhện trong họ Theraphosidae.
Loài này thuộc chi Phormictopus. Phormictopus melodermus được Ralph Vary Chamberlin miêu tả năm 1917.